# Fanteakwa
Le district de Fanteakwa est l’un des 17 districts de la Région Orientale (Ghana).

## Jumelages
- York (Royaume-Uni)